# Juan Manuel Tenuta
Juan Manuel Tenuta (Fray Bentos, 23 de enero de 1924 - Buenos Aires, 5 de noviembre de 2013) fue un actor uruguayo de teatro, cine y televisión residente en Argentina.

## Carrera
Dio sus primeros pasos en el teatro el 7 de marzo de 1931. Tuvo muchos empleos, de los más variados, en todos los cuales formó o contribuyó a formar un sindicato. Fue uno de los fundadores de la Institución Teatral El Galpón de Montevideo, el 2 de septiembre de 1949 como miembro del elenco del Teatro del Pueblo. En la Argentina de la década de 1970, amenazado por la Triple A, debió exiliarse. De regreso en el país, fue recibido y ayudado, al igual que el elenco que integraba, por la Asociación Argentina de Actores.
En 1986, junto a Carlos Perciavalle, Tato Bores y un gran elenco, actúa en la comedia musical La Jaula de las Locas, con dirección de Mario Morgan en el Teatro Metropolitan de Buenos Aires.
Formado en el teatro independiente uruguayo en obras de Bertolt Brecht, Antón Chéjov, William Shakespeare, Moliére y otros clásicos del repertorio, participó en numerosas series de televisión y cine, recordándoselo por su intervención en roles de carácter como en Esperando la carroza del binomio Alejandro Doria-Jacobo Langsner, donde interpretaba al esposo del personaje de China Zorrilla. Estuvo casado con la actriz Adela Gleijer, siendo padres de la actriz y cantante Andrea Tenuta.
Llegando al 2002 lo convocan para participar en un capítulo del unitario Tiempo Final, junto a Fernan Mirás y Enrique Pinti, donde interpreta a un político.
Militó políticamente tanto en Uruguay como en Argentina, siempre vinculado a la organización sindical y al Partido Comunista del Uruguay.

## Trabajos

### Teatro
Interpretó infinidad de autores clásicos, conformando una larga trayectoria en Argentina, Uruguay y varios países de América Latina y Europa.
Como hombre de teatro fue invitado a participar en congresos, simposios y reuniones en diversos países. Perteneció al elenco estable del Teatro San Martín y del Teatro Cervantes.
- 2009/10: Agosto de Tracy Letts, Dir. Claudio Tolcachir
- 2008: Gris de ausencia
- 2007: Mujeres de nadie .... padre de Mimi Lucresia
- 2007: La hermosa gente de William Saroyan, Teatrísimo
- 2006: El alma de papá, Dir. Daniel Marcove
- 2005: La señora Warren, Teatro San Martín
- 2002: Zorba el griego
- 2001: Hombre y súper hombre
- 2000: Mi bella dama
- 1999: Locos de verano, Dir. D. Marcove
- Las alegres mujeres de Shakespeare, Dir Claudio Hochman
- Perla, Dir. Mario Razzi
- La pulga en la oreja, Dir. China Zorrilla
- Esperando la carroza
- Tango, memoria de Buenos Aires, Dir. Laura Yusen (Prolongada gira por Francia, Italia y Suiza)
- Cremona de Discépolo. Dir. A. Zemma
- Los veraneantes de Máximo Gorki. Dir. L. Yusen
- Barranca abajo Florencio Sánchez
- El patio de la morocha, Dir. C. Carella
- Mateo de Discépolo. Dir. A. Del Chioppo
- Fuenteovejuna de Lope de Vega. Dir. R. Villanueva
- La jaula de las locas, con Carlos Perciavalle y Tato Bores Dir. M. Morgan
- La ópera de dos centavos de Bertolt Brecht, Dir. Atahualpa del Chioppo

### Cine
- 2010: Rita y Lee, Dir. Francisco D´Intimo
- 2009: Esperando la carroza 2
- 2009: Una cita, una fiesta y un gato negro, Autor y Dir. Ana Halabe
- 2009: Andrés no quiere dormir la siesta, Dir. Daniel Bustamante
- 2007: Solas, Dir. Cipe Fridman
- 2007: El cine de Maite de Federico Palazzo
- 2006: Yo la recuerdo ahora, Dir. Néstor Lescovich
- 2006: Cara de queso, Dir. Ariel Winograd
- 2004: Un Buda, Dir. Diego Rafecas
- 2004: Condón express, Dir. Luis Prieto
- 2001: Maldita cocaína, Dir. Pablo Rodríguez. Producción con Uruguay
- 1997: Gardel: ecos del silencio, Dir. Pablo Rodríguez
- 1997: Momentos robados, Dir. Barney Finn
- 1993: De eso no se habla, Dir. M. L. Bemberg
- 1992: ¿Dónde estás amor de mi vida que no te puedo encontrar?, Dir. Juan José Jusid
- 1992: Siempre es difícil volver a casa, Dir. Jorge Polaco
- 1990: Casi no nos dimos cuenta, Dir. Antonio Ottone
- 1989: Bañeros II, la playa loca, Dir. Carlos Galettini
- 1987: La pandilla aventurera, Dir. Miguel Torrado
- 1987: La clínica del Doctor Cureta, Dir. A. Fisherman
- 1986: Chechechela, una chica de barrio, Dir. Bebe Kamin
- 1986: La noche de los lápices, Dir. Héctor Olivera
- 1985: Esperando la carroza, Dir. Alejandro Doria
- 1984: Asesinato en el Senado de la Nación, Dir. Juan José Jusid
- 1984: Camila, Dir. María Luisa Bemberg
- 1982: Las aventuras de los Parchís, Dir. Adrián Quiroga
- 1982: La magia de los Parchís, Dir. Adrián Quiroga
- 1981: El hombre del subsuelo, Dir. Nicolás Sarquis
- 1980: Bárbara, Dir. Gino Landi
- 1980: Crucero de placer
- 1979: La aventura de los paraguas asesinos, Dir. Carlos Galettini
- 1979: Cuatro pícaros bomberos, Dir. Carlos Galettini
- 1976: No toquen a la nena, Dir. Juan José Jusid
- 1975: Las sorpresas, Dir. Carlos Galettini
- 1970: La fidelidad, Dir. Juan José Jusid
- 1968: Las ruteras, Dir. Ignacio Tankel
- 1967: Gente conmigo, Dir. Jorge Darnell
- 1964: Primero yo, Dir. Fernando Ayala

### TV
Desde los inicios de la televisión tuvo participación en ciclos teatrales y culturales, además de participar en unitarios, en telenovelas y programas para niños en Argentina, Uruguay, Chile y Venezuela.
- 2010 Paka-paka, Canal Encuentro
- 2008 Flatland Canal Encuentro (doblaje)
- 2007 Mujeres de nadie, Canal 13
- 2005 Los ex, Prod. Estevanez
- 2005 Los Roldán, Canal 9
- 2005 Amor mío, Telefe
- 2005 Un cortado, Canal 7
- 2005 ¿Quién es el jefe?, Telefe
- 2004 Hiedra, Telefilm
- 2004 Los machos, América
- 2004 La niñera, Telefe
- 2003 Hospital Público, América
- 2003 Los simuladores, Telefe
- 2002 Máximo corazón, Telefe
- 2002 Tiempo final, Telefe
- 2001 Un cortado, Canal 7
- 2001 Los buscas, Canal 9
- 2000 Primicias, Canal 13
- 2000 Tiempo final, Telefe
- 1999 El hombre, Canal 13
- 1999 Trillizos, dijo la partera, Telefe
- 1998 Socios, Canal 13
- 1997 Te quiero, te quiero, Canal 9
- 1997 Naranja y media, Telefe
- 1996 Como pan caliente, Canal 13
- 1996 El último verano, Canal 13
- 1996 Teatro Argentino Chúmbale
- 1996 Alta comedia, Canal 9
- 1996 Los días de Julián Bisbal
- 1995 Moria Banana, Canal 9
- 1995 El Club del espanto (piloto)
- 1994 Cara bonita, Telefe
- 1994 Life College, Telefe
- 1993 Dos al toque, Telefe
- 1992/1993 Princesa, Canal 9
- 1992 Alta comedia, "El impostor", Canal 9
- 1992 La elegida, Canal 9*
- 1991 Alta comedia (Homenaje al sainete argentino), Canal 9
- 1991 Pobre diabla, Canal 13
- 1990 Rebelde, Canal 9
- 1988/89 De carne somos, Canal 13
- 1987 Tu mundo y el mío, Canal 9
- 1987 Tiempo cumplido, Canal 7 (ATC)
- 1986 Navidad: Variaciones sobre un mismo tema, ATC
- 1986 La noche del crimen ATC
- 1984 Amo y señor Canal 9
- 1983 Sociedad conyugal Canal 13
- 1983 Cara a cara, Canal 11
- 1982 Juan sin nombre, Canal 9
- 1982 Área peligrosa ("Crimen en la clínica privada"/"El visitante de la noche"), Canal 9
- 1982 Los siete pecados capitales ("La pereza"), ATC
- 1982 Viva América, ATC
- 1982 Rebelde y solitario, ATC
- 1981/82 Los especiales de ATC ("Los cien días de Ana"/"Proceso a Jesús"/"Los chicos crecen"/"La primera mentira"/"Ofelia y sus muñecos"/"Chantecler"), ATC
- 1980 El secreto de Anaclara, Canal 11
- 1979 Mañana puedo morir, Canal 13

### Premios
- 2009 Premios ACE a mejor actor de reparto en drama y/o comedia dramática por Agosto.
- 2007 Nominación a los Premios Martín Fierro a mejor actor de reparto en drama por Mujeres de nadie.

### Docente
Viajó por todos los países de América Latina haciendo, dirigiendo y enseñando títeres en sus capitales y ciudades e incluso en selvas de este continente representando y experimentando con comunidades indígenas.

## Fallecimiento
Juan Manuel Tenuta murió en la tarde del martes 5 de noviembre del 2013 debido a las complicaciones de un ACV. Sus cenizas descansan en el Panteón Argentino de Actores del Cementerio de la Chacarita. Tenía 89 años.